# Порторико на Светском првенству у атлетици на отвореном 2015.
Порторико је на Светском првенству у атлетици на отвореном 2015. одржаном у Пекингу од 22. до 30. августа учествовао петнаести пут, односно учествовао је на свим првенствима до данас. Репрезентацију Порторика представљало је 3 атлетичара (2 мушкарца и 1 жена), који су се такмичили у две дисциплине.,
На овом првенству Порторико није освојио ниједну медаљу. Није било нових националних рекорда нити нових личних али је остварен један најбољи резултат сезоне.

## Учесници
| Мушкарци: - Хавијер Кулсон — 400 м препоне - Ерик Алехандро — 400 м препоне | Жене: - Celiangeli Morales — 200 м |  |

## Резултати

### Мушкарци
| Атлетичар      | Дисциплина    | Лични рекорд | Група    | Група      | Полуфинале           | Полуфинале           | Финале               | Финале       | Детаљи                                      |
| Атлетичар      | Дисциплина    | Лични рекорд | Резултат | Место      | Резултат             | Место                | Резултат             | Место        | Детаљи                                      |
| -------------- | ------------- | ------------ | -------- | ---------- | -------------------- | -------------------- | -------------------- | ------------ | ------------------------------------------- |
| Ерик Алехандро | 400 м препоне | 49,07        | 49,94    | 9. у гр. 1 | Није се квалификовао | Није се квалификовао | Није се квалификовао | 32 / 40 (44) | Архивирано на веб-сајту (29. април 2018)    |
| Хавијер Кулсон | 400 м препоне | 47,72 НР     | 49,02 КВ | 2. у гр. 2 | 49,36                | 5. у гр. 3           | Није се квалификовао | 18 / 40 (44) | Архивирано на веб-сајту (26. новембар 2015) |

### Жене
| Атлетичарка        | Дисциплина | Лични рекорд | Квалификације | Квалификације | Полуфинале            | Полуфинале            | Финале                | Финале       | Детаљи                                      |
| Атлетичарка        | Дисциплина | Лични рекорд | Резултат      | Место         | Резултат              | Место                 | Резултат              | Место        | Детаљи                                      |
| ------------------ | ---------- | ------------ | ------------- | ------------- | --------------------- | --------------------- | --------------------- | ------------ | ------------------------------------------- |
| Celiangeli Morales | 200 м      | 23,03        | 23,34         | 6. у гр. 1    | Није се квалификовала | Није се квалификовала | Није се квалификовала | 39 / 49 (51) | Архивирано на веб-сајту (30. новембар 2015) |